# بند چک وردک
سد چک وردک (به انگلیسی: Chaki Wardak Dam) که به‌طور خلاصه به آن سد چک هم گفته می‌شود سدی در حوالی مرکز منطقهٔ چک در ولایت میدان وردک افغانستان است. این سد در ابتدا توسط آلمانی‌ها در سال ۱۹۳۸ ساخته شد و قدیمی‌ترین سد اصلی در افغانستان است. این سد جریان آب در رود لوگار را تنظیم نموده و به تأمین آب برای آبیاری در درهٔ چک کمک می‌کند.

## نیروگاه
سد چک وردک زمانی ظرفیت بالایی برای تولید انرژی داشت. چهار توربین آن برق وردک و بخشی از کابل، لاهور و قزنی را تامین می‌کرد.

## تأمین نگهداری
در ماه مهٔ ۲۰۰۵ سد چک وردک تقریباً سرریز شد زیرا پس از شش سال خشکی هوا دریچه‌های اضطراری آن زنگار گرفته و بسته شده بودند. برنامهٔ عمران ملل متحد و صندوق اورژانس افغانستان و همچنین وزارت آب و برق، برای رفع این مشکل به اقدام فوری پرداختند. همکاری‌های مشترک باعث فراهم گردیدن فی‌الفور منابع مالی، طراحی و بکارگیری دریچه‌های کمکی ۱۶ متری برای نگهداشتن آب، تا زمانی که دریچه‌های زنگ زده و گرفته شده بیرون آورده و تعمیر شوند، گردید. این تعمیرات با هزینهٔ حدود ۱۸٬۰۰۰ دلار موفق بود و امکان بازگشت اهالی به خانه‌هایشان در دره را فراهم ساخت.